# お笑い日本列島!!
『お笑い日本列島!!』（おわらいにっぽんれっとう）は、1972年10月1日から1973年4月1日まで日本テレビ系列局で放送されていた日本テレビ製作のバラエティ番組である。放送時間は毎週日曜 12:15 - 13:15 （日本標準時）。

## 概要
レツゴー三匹が司会を務めていた番組で、彼らが各回のゲスト歌手やゲストコメディアンとともに行うコント、出場カップル10組がゲームで勝ち抜いていく「アツアツ合戦」、ショータイム、そしてゲストと一般からの参加者が買い物ゲームをする「買い物合戦」の4コーナーで構成されていた。
前番組『ゲバゲバ一座のちょんまげ60分!』や次番組『ハッスルボウリング』と同様に、この番組も特定のスポンサーが付かないPT番組だった。この番組が行っていた「買い物合戦」は、番組終了から2年後に同時間帯（日曜 12:45 - 13:10）でスタートした『目方でドーン!』へと受け継がれた。